# سد دورندرای
سد دورندرای (به لاتین: Doorndraai Dam) یک سد در آفریقای جنوبی است که در لیمپوپو واقع شده‌است.